# Heinz Bäni
Heinz Bäni (Zofingen, Aargau kanton, 1936. november 18. – 2014. március 10.) svájci válogatott labdarúgó.

## Pályafutása

### A válogatottban
1958 és 1967 között 14 alkalommal szerepelt a svájci válogatottban. Részt vett még az 1966-os világbajnokságon.

## Sikerei, díjai
FC Zürich
- Svájci bajnok (2): 1962–63, 1965–66
- Svájci kupa (1): 1965–66